# ワイルド・スピード ICE BREAK
『ワイルド・スピード ICE BREAK』（ワイルド・スピード アイス・ブレイク、原題: The Fate of the Furious）は、2017年公開のアメリカ合衆国のカーアクション映画。ユニバーサル・ピクチャーズが配給する、「ワイルド・スピード」シリーズ第8作目。F・ゲイリー・グレイが監督、クリス・モーガンが脚本を務める。本作のおもな舞台はキューバ・ハバナ、アメリカ・ニューヨーク、ロシア。

## あらすじ
キューバ・ハバナでハネムーン代わりのバカンスをレティと楽しんでいたドミニクはラルドから車を賭けたレースを挑まれ、最終的に車を炎上の末に海に沈没させることになるものの勝利と敬意を得る。それから暫く経ったある日、ドミニクはサイファーと名乗る女性と出会い、彼女から自分の部下になるよう申し込まれる。最初応じる気はないドミニクだったが、彼女にスマートフォンの「ある写真」を見せられると表情が一変する。
一方で、娘のサッカーチームの監督をしていたホブスにも外交保安部から、ドイツ・ベルリンの反体制派の武器商人たちによって奪われた大量破壊兵器とみなされる電磁パルス砲を独力で取り戻す極秘任務が入る。すぐさまホブスはドミニクたち「ファミリー」を招集し、ベルリンの敵のアジトに乗り込む。作戦は成功し、電磁パルス砲を手に入れたが、レティがドミニクの不穏の様子に気づき、解散直後ドミニクはホブスを攻撃したうえで電磁パルス砲を持ち去ってサイファーのもとへ逃走する。
攻撃を受けたホブスは現地警察に身柄を確保され、「兵器強奪の犯人」として即座にアメリカの刑務所に送られる。刑務所前に現れたミスター・ノーバディから新しい仕事と引き換えに釈放を持ちかけられるが、権力に縛られたくないホブスは刑務所行きを選ぶ。彼が収監される房の向かい側にはかつての宿敵デッカードが待ち構えていた。ホブスとデッカードが言い合いをしていると、ノーバディの前以ての計画によりすべての囚人部屋の扉が解除されて大混乱となる中で2人は外へと脱出、ノーバディは2人を自身の作戦基地「ノーウェアー」へと連行。同じくしてレティら「ファミリー」も彼に保護されていた。ノーバディは「ファミリー」が危険リストの上位入りしていることを告げたうえで「ドミニクはサイバーテロリストのサイファーと組んでいる」と明かし、デッカードを加えた「ファミリー」は「2人の追跡及びドミニクの確保」の任務を与えられる。
さっそくラムジーが作成した監視プログラム「ゴッド・アイ」でドミニクの居場所を特定するが、その現在の居場所が「ノーウェアー」と判明した直後にドミニクとサイファーが襲撃。脳震盪を起こすグレネードで一同を麻痺させて「ゴッド・アイ」を奪っていく。去り際にサイファーはレティの前で悠々とドミニクにキスし、親密な関係であることを見せつける。レティはショックを受けながらも、ブライアンがいればと呟いたローマンに対しブライアンとミアを二度と巻き込むわけにはいかないと告げる。
ドミニクがサイファーの計画に従わなければならない理由、それはかつての恋人エレナと、彼女との間に出来た息子を人質に取られていたからであった。そしてサイファーから対抗策を封じられたドミニクは自らの選択肢がないことを述べると十字架をエレナと息子の幽閉されている部屋に引っ掛ける。
一方で、「ファミリー」はサイファーらが「ゴーストフライト」を用いて移動していること、サイファーの次の計画が、ニューヨークで行なわれることを掴む。その後、ニューヨークに渡った「ファミリー」は魚市場の裏にある新基地に向かう。そこでホブスとデッカードは、もし生まれる時代が違えば一緒に戦えたのかもしれないと話し合う。
任務を任されたドミニクはニューヨークに潜伏すると、突如エンジンの調子を見たいと告げ、サイファーは5分の猶予を与えたうえでそれを許す。その猶予の間にドミニクはデッカード、オーウェンの母親であるマクダレーンに対し協力を要請する。要請から戻ったドミニクはロシア国防大臣の車列に向かい、一方サイファーは部下に命じて車列の半径3㎞以内の車をクラッキングさせたうえで車列に突っ込ませて警護車両の排除と大臣の乗る車両の足止めを図る。そしてドミニクは核ミサイルの発射コードを渡すよう大臣を脅し、コードを入手する。だがその後、警察無線を聞きドミニクが動き出したことを悟った「ファミリー」がドミニクの前に立ちはだかる。
先走ってリトル・ノーバディが罠に引っかかったすきをついてドミニクが脱するとファミリーらも追いかけるが、またもや先走ったリトルが崩された工事の足場に足止めされる。それでも他の「ファミリー」はドミニクに追いつきドミニクの車両にケーブルを張り引っ張るも、高馬力の車両と機転を利かせてドミニクは脱出、それでもデッカードはドミニクを追うが、ホブスの目の前でドミニクに撃たれてしまう。その後、ドミニクが自分のことを愛していることから撃たないことを確信しているレティがケースを奪うもサイファーの部下であるローズが彼女に銃口を突き付けたことでローズの手にケースは渡ることとなる。
基地に戻ったファミリーはデッカードが助からなかったことを知り、ホブスは悔しさを露にする。その後、「ファミリー」はコナー・ローズからサイファーがナイトシェードに関わったオーウェン・ショウやゴッド・アイの件に関わった指名手配犯モーゼ・ジャカンディと繋がっており、ドミニクが彼女の仕事を二度つぶしたこと、ローズから得た情報をもとに次の計画がロシアのウラドビン、冷戦時代の潜水艦を改造したロシアの海軍基地で行われることを掴む。その基地はひと月前に陥落して分離主義者達が乗っ取っているという。
一方でドミニクはニューヨークでの一件をサイファーから問われ、目の前でエレナを殺されてしまう。その後、サイファーは自分の望みが「支配力」であること、自分に逆らえばその国は痛い目に合うことをドミニクに告げるが、息子の存在がなければ無事では済ませていないとドミニクから返される。
ウラドビンに渡ったドミニクは、アイス・チャージャーを駆け、ベルリンでホブスから奪った電磁パルス砲を駆使しながらウラドビンの基地に侵入して潜水艦をサイファーに乗っ取らせ、それを終えると攻撃を受けつつも基地から脱出しローズと合流する。一方で潜水艦の乗っ取りに気づいた「ファミリー」は潜水艦を止めるために基地に侵入し、ホブスとレティが武装勢力を、リトル・ノーバディとローマン、テズが潜水艦に乗り込んで発射用チップの奪取を、ラムジーは基地の操作室から潜水艦を停止させようと図る。しかし、サイファーの介入によって回線を切断されるが、リトル・ノーバディがチップを抜いたことで核の発射は阻止された。それから「ファミリー」は武装勢力に追われながらもそれを退けつつ、発進した潜水艦を海へ出さないために南西にある海中ゲートへと向かう。
ドミニクと合流したローズはゲートを閉めようとする「ファミリー」を狙撃で始末しようとするが、ある人物の連絡を受けたドミニクが阻止した後にローズを殺害してエレナの敵を討ち、「ファミリー」と合流する。武装勢力の攻撃をドミニクが阻止すると、今度はサイファーが魚雷を発射する。それも一つは外れ、もう一つはホブスの手で逸らされる。そうすると今度は、潜水艦を浮上させて武装勢力を巻き沿えにしながら「ファミリー」に迫る。それでも何とか脱しドミニクから「ハネムーンを邪魔したお前の負けだ」と言われるが、サイファーの指示で潜水艦の熱誘導ミサイルを発射する。ドミニクがロケットブースターを作動させてミサイルを誘導して潜水艦の方に向かい、ミサイルを潜水艦に命中させる。激しい爆風がドミニクを襲うが「ファミリー」の手で守られたのだった。
一方で、マクダレーンとドミニク、テゴ、サントス、ラルドの協力により死を偽装していたデッカードがオーウェンと共にサイファーの飛行機に侵入し、デッカードはサイファーの部下らを退けながらドミニクの息子を救出する。そしてデッカードはサイファーのもとに辿り着くが、サイファーはパラシュートで飛行機から脱出する。
ニューヨークに戻った「ファミリー」はバーベキューをしていた。テズとローマンはラムジーにアプローチをかけるもフルネームが分かった方にすると軽くいなされる。ホブスはその気になれば復職も可能であることをリトル・ノーバディから告げられるが、16年間勤めあげてきたDSSの職を休み娘との時間を過ごすことを決意する。そしてドミニクは「ファミリー」の他の面子に息子を紹介するとともに、彼に「ブライアン」と名付けたのだった。

## 登場人物
ドミニク・トレット（ドム）
かつてアメリカでトラック強盗団だった過去を持つ男。抜群の運転技術に腕っぷしも強く、魅力的なカリスマ性を持っている。
現在は自由の身でキューバにてレティとハネムーン代わりのバカンスを楽しんでいたが、待ち伏せていたサイファーにある写真を見せられ、無理やり部下にされる。ドイツでの「電磁パルス砲」奪還任務では何も知らないホブスを騙し討ちして電磁パルス砲を奪い去り、ミスター･ノーバディの基地を襲撃し「ゴッド･アイ」を奪い、ニューヨークでは外遊中のロシア国防大臣から「核ミサイルのコード」を強奪する等様々な破壊行動を起こし、再び第一級の国際指名手配犯となってしまう。ファミリーから離れたブライアンを今も気にかけており、彼や彼の家族は巻き込まないようにしている。
ルーク・ホブス
DSS（アメリカ外交保安部）の捜査官だが現在は休職中であり、娘であるサマンサのフットボールチームの監督を務めるなど、彼女の為に時間を過ごしている。
しかし、電磁パルス砲の奪還と言う重要任務の為に已む無く現場復帰。信頼するドミニクを始めとするファミリーを召集し無事任務を果たすが、解散直後に突如ドミニクの攻撃を受け電磁パルス砲を奪われ現地警察に逮捕される。宿敵であるデッカードも収監されているアメリカの刑務所に移送、収監されるが、ミスター･ノーバディの手引きにより脱獄。彼によって事の詳細を明かされ、その解決の為の任務を与えられる。
デッカードとは何かといがみ合っているものの、リトル・ノーバディよりデッカードの死を伝えられた際には誰よりも悔しさを露にしていた。
デッカード・ショウ
元イギリス軍特殊部隊員で階級は大尉。前作の敵であり、ドミニクのファミリーであるハンを殺害した張本人とされている。
前作ラストでアメリカの刑務所に収監されており、向かい側の房に収監されたホブスを見るや挑発を繰り返すが、ミスター･ノーバディの手による刑務所内の混乱に乗じて脱獄。ただし、これもノーバディの計算のうちだった模様で、ホブスと共にドミニク確保の為チームの一員として組み込まれる事に。最終的にサイファーとの戦いを経てドミニクにオーウェンへの兄弟愛に対する理解を示され、ラストのバーベキューのシーンではホブスやミスター・ノーバディ、ファミリーのメンバーとともに食卓を囲み、祈りを捧げた。戦闘能力や運転技量は高く、ラムジーと共に情報収集も行う。前作では冷酷な殺し屋だったが、本作では母親に振り回されたり、任務中ドミニクの子供のお守りをするなど、お茶目な面を見せている他、宿敵であるホブスに対し、「お互い別の時代に生まれていたら一緒に戦えていたかもしれない」と述べている。
レティ・オルティス
ドミニクの恋人。前作で記憶を完全に取り戻し、記憶を失う前にドミニクと結婚式を挙げていたことが明らかになった。それ以降は完全にファミリーの一員に復帰する。
キューバでドミニクとの幸せな日々を過ごしていたが、ドイツでの件で深い衝撃を受けてしまう。それでもなお彼を信頼し、何とか事態を解決するために全力を尽くしているほか、もしドミニクを殺さざるを得ない事態となれば自分のことも殺してほしいと述べている。またドミニク同様ブライアンとその家族を巻き込まないようにしている。
ローマン・ピアース
ブライアンの学生時代からの親友。口の減らない陽気な性格でテズとは悪友のような関係。
電磁パルス砲奪還の一件でファミリーが指名手配犯トップ10に入る中、自身は選外の11位となっている事に不満を口にしたり、派手好きな性格が災いして敵に集中して狙われるハメになるなど今回もコメディ･リリーフな役割が多いが、運転はもとより、銃の腕も確かなようで、百発百中の腕前を見せる場面も。また、ブライアンがいないことを誰よりも寂しがる場面がある。
テズ・パーカー
ブライアンとローマンの友人。
相変わらず誰が先にラムジーをモノにするかローマンと張り合っている。電子機器に精通しており、陸軍より当局が拝借した小型戦車を見つけた時は「これを操縦したい」と目を輝かせていた。
ラムジー
女性ハッカー。
前作で「ゴッド･アイ」と共に付け狙われていたが、ドミニクらに救われファミリーの一員となる。サイファーとは浅からぬ因縁がある模様。ローマンとテズにアタックされているが、その度に軽くあしらっている。
ミスター・ノーバディ
アメリカ政府に属する秘密工作組織の長。相変わらず飄々としており掴みどころのない性格をしている。新たな部下を引き連れ、ドミニク確保の為、ホブスやデッカード、そしてドミニクのファミリーを招集する。
リトル・ノーバディ
ミスター･ノーバディの新しい部下。本名は本作時点では明かされておらず「リトル･ノーバディ」と言う名前はローマンにからかい半分で付けられた。
ホブスに対し役人的な態度を取って不興を買ってしまったり、ニューヨークでのドミニク確保の際に先走って失敗するなど、経験不足ゆえの未熟な面が目立つが、それでもチームの一員として最後まで奮闘する。
エレナ・ネベス
『MEGA MAX』で初登場したブラジルの元警察官でドミニクの元恋人。現在はホブスと同じくDSSの捜査官。
前々作の一件で彼とレティの為に自ら身を引いたが、ドミニクとの間に男の子を授かっていた。ドミニクがハネムーンから帰ってくるタイミングで打ち明けようとしていた矢先にサイファーによって囚われの身となってしまい、今回ドミニクはエレナと子供の為に動く事となる。最終的に、ニューヨークにてドミニクが追い詰められたレティを逃がしたことによりローズの手によってドミニクや子供の目の前で射殺される。
サイファー
本作の敵。一流の女性サイバーテロリストであり痕跡を残さずに仕事を行う。常に専用の飛行機で移動し、レーダーの網をかいくぐっている。エレガントな美貌の裏に氷のように冷酷な顔を持ち、壮大な野望を抱く。
ファミリーとは浅からぬ因縁があり、前々作『EURO MISSION』の「ナイトシェード」や前作『SKY MISSION』の「ゴッド･アイ」の件も彼女の差し金によるものだったことが明らかになっており、テズは「ドムはサイファーの仕事を二度潰した」と語っている。ニューヨークでの「核ミサイルの発射コード」強奪の際には街中の車という車を「ゴッド・アイ」でハッキングして無人のまま 暴走させ、大混乱に陥れる。「人生は全て選択によるもの」を信条としており、常に冷静な性格でハッキング勝負を挑むラムジーに対し「まだ未熟ね」と余裕を見せるほど自分の腕前に絶対の自信を持っているが、それを崩されると感情的になる事も。飛行機に乗り込んだデッカードと対峙するも、自らはパラシュートで飛行機から飛び降りた。その後のミスター・ノーバディの話によると、アテネで目撃されたが当分核攻撃はしない模様。
コナー・ローズ
サイファーの部下。かつてオーウェン・ショウに雇われていたレティと面識があり、「ナイトシェード」製造を要請しに直接オーウェンのもとを訪れた人物。冷酷非情な性格であり、任務の為なら平気で人の命も奪う。実際にドミニクの目の前でエレナを射殺し、さらにレティを狙撃しようとするが、子供の無事を確認したドミニクによりエレナの仇として首の骨を折られ死亡する。
フェルナンド
ドミニクの従兄弟。借金のカタとして車をラルドに奪われそうになる。冒頭のレースではレティとともに、ストリートレースのコース内に位置する交差点を行き交う一般車両らをバイクで停止させる役割を担う。ラルドとのレースには勝ったものの車は炎上し海に落ちてしまったため、ドミニクらが乗ってきていたインパラを代わりに与えられた。
ラルド
キューバ一速いと言われている男。貸金業を営み、返済できない客から車を差し押さえている。従兄弟を助けようとするドミニクの提案で自身の車を賭けたレースを受ける。
搭乗する車はスペック的にドミニクのものより上回っており、なおかつ妨害工作まで行うが、ドミニクの機転により逆転負けを喫してしまう。素直に負けを認め車のキーを渡すが、ドミニクは「車より尊敬があれば十分」と受け取らず、彼の器の大きさに感服する。後にある場面にてドミニクの手助けを行う。
テゴ・レオ/リコ・サントス
『MAX』で初登場したドミニクのファミリーのお調子者二人組。ある場面にてドミニクの為協力する。
オーウェン・ショウ
元英国特殊空挺部隊所属。デッカードの弟かつ前々作の敵。
前々作終盤でドミニクによって輸送機から投げ出され、瀕死の重症を負っていたが回復。ミスター・ノーバディの発言より極秘刑務所に移送されていたが、母の手引きによって解放され、デッカードと共にサイファーの飛行機の制圧に乗り出す。
マグダレーン・ショウ
デッカード、オーウェンの母親。兄弟を奪ったドミニクを恨んでいたが、ある事情により協力。デッカードに頼み事をする際には泣き真似をして落とすことを得意技としており、これにはデッカードも手に負えない。

## キャスト
| 役名                 | 俳優                               | 日本語吹き替え   | 日本語吹き替え   |
| 役名                 | 俳優                               | 劇場公開版       | ソフト版         |
| -------------------- | ---------------------------------- | ---------------- | ---------------- |
| ドミニク・トレット   | ヴィン・ディーゼル                 | 楠大典           | 楠大典           |
| ルーク・ホブス       | ドウェイン・ジョンソン             | 小山力也         | 小山力也         |
| デッカード・ショウ   | ジェイソン・ステイサム             | 山路和弘         | 山路和弘         |
| レティ・オルティス   | ミシェル・ロドリゲス               | 甲斐田裕子       | 甲斐田裕子       |
| ローマン・ピアース   | タイリース・ギブソン               | 松田健一郎       | 松田健一郎       |
| テズ・パーカー       | クリス・“リュダクリス”・ブリッジス | 渡辺穣           | 渡辺穣           |
| ラムジー             | ナタリー・エマニュエル             | 坂本真綾         | 坂本真綾         |
| エレナ・ネベス       | エルサ・パタキー                   | 坂井恭子         | 坂井恭子         |
| ミスター・ノーバディ | カート・ラッセル                   | 大塚芳忠         | 大塚芳忠         |
| サイファー           | シャーリーズ・セロン               | 田中敦子         | 田中敦子         |
| リトル・ノーバディ   | スコット・イーストウッド           | 小野大輔         | 小野大輔         |
| コナー・ローズ       | クリストファー・ヒヴュ             | 高木渉           | 高木渉           |
| フェルナンド         | ジャンマルコ・サンティアゴ         | 福山潤           | 福山潤           |
| アラン外交保安部長   | パトリック・セント・エスプリト     | 岡井カツノリ     | 岡井カツノリ     |
| ミラー               | ルーク・ホークス                   | こばたけまさふみ | こばたけまさふみ |
| サマンサ・ホブス     | エデン・エストレヤ                 | 宇山玲加         | 宇山玲加         |
| ラルド               | セレスティーノ・コニーエル         | 俊藤光利         | 俊藤光利         |
| ロシア国防大臣       | オレク・クルパ                     | 原語流用         | 原語流用         |
| テゴ・レオ           | テゴ・カルデロン                   |                  | 原語流用         |
| リコ・サントス       | ドン・オマール                     | 吉村昌広         | 原語流用         |
| オーウェン・ショウ   | ルーク・エヴァンズ                 | 東地宏樹         | 東地宏樹         |
| マグダレーン・ショウ | ヘレン・ミレン                     | 沢田敏子         | 沢田敏子         |
| 警察無線の声         |                                    | 柳沢慎吾         | 柳沢慎吾         |
| スターターガール     | リサンドラ・デルガド               | 瑛茉ジャスミン   | 原語流用         |
|                      |                                    |                  |                  |
| 翻訳                 | 岡田壯平                           | 松崎広幸         | 松崎広幸         |

その他の日本語吹き替え
北田理道、竹内栄治、金城大和、橘潤二、松井暁波、斎藤寛仁、櫻庭有紗

### キャストの関係
撮影を通じてヴィン・ディーゼルとドウェイン・ジョンソンの関係が悪化し、本作後のシリーズ共演は無くなったとされている。しかし後年、結婚したドウェインにヴィンから祝福のメッセージが届けられていること、新作公開に合わせて関係悪化が蒸し返されるなど、ブックの存在も示唆されている。

## 登場車両

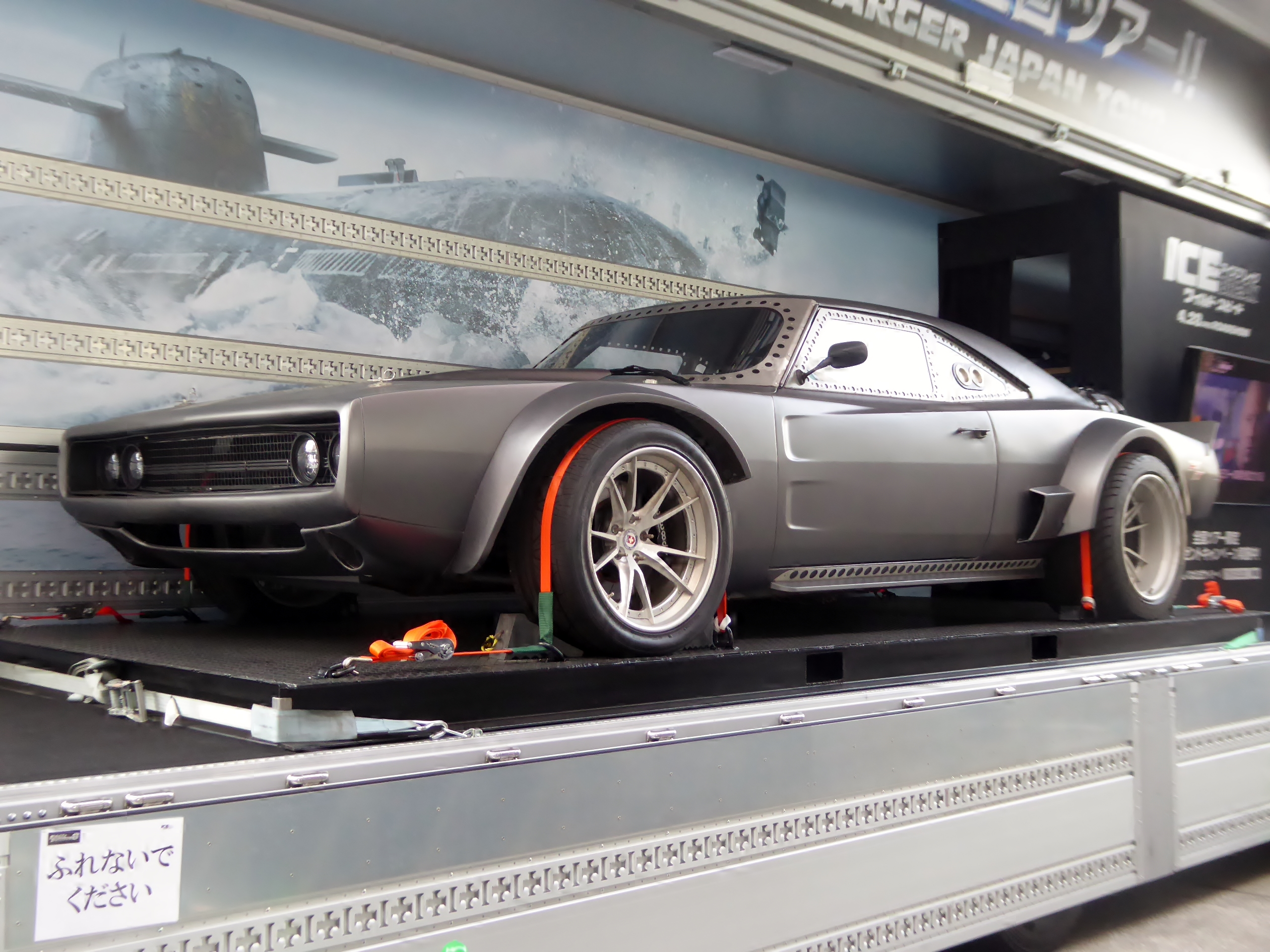
アイスチャージャー

以下劇中登場順から
シボレー・インパラ スポーツクーペ 61年式
ボディカラーは赤。冒頭のキューバでドミニクとレティが搭乗。
ドミニクのレース後はフェルナンドから借りた車を壊したお詫びとして彼に譲った。
シボレー・フリートライン 50年式
ボディカラーはサーフェイサー。フェルナンドの車。ドミニクがラルドとのレースで借り、元々あったボンネット、フロントバンパー、フロントフェンダーを取り外し、エンジンにニトロタンクを取り付ける。
レース終盤でエンジンがオーバーヒートを起こし炎上するが、バック走行でニトロを発動して逆転勝利する。直後コントロール不能となり、ドミニクが上手く脱出し、海に落下する。
フォード・カスタムライン 56年式
ボディカラーは黒。ラルドの車。
トヨタ・ランドクルーザー J40
ボディカラーは赤。サイファーが搭乗。故障と見せかけてドミニクを待ち伏せしていた。
ダッジ・チャレンジャー SRT デーモン 17年型
ボディカラーは銀。ドイツの電磁パルス砲奪取任務で使用され、ドミニク、レティ、ローマン、テズとラムジーが1台ずつ搭乗。
ランドローバー・ディフェンダー 90
ボディカラーは銀。ドイツの電磁パルス砲奪取任務で使用され、ホブスが搭乗。作戦成功後にドミニクからの攻撃により横転大破してしまう。
プリムス・ロードランナー GTX 72年式
ボディカラーは黒。ドミニクが搭乗。ニューヨークでの任務に用いられ、ホブス一同にワイヤーで取り押さえられるも、咄嗟の判断でニトロ使い(自分の車もまとめて)横転に追い込み一同含め大破した。
ランボルギーニ・ムルシエラゴ LP640
ボディカラーはオレンジ。6速MT仕様。ローマンが一目惚れし、ニューヨークでの使用許可を求めるもリトル・ノーバディが「目立ちすぎる」という理由で却下され、ロシアでの決戦で用いられたが、案の定目立つ色が災いして集中砲火を浴びるハメになった挙句最後は氷の海に沈んでしまう。だがドアだけはローマン共々引き上げられ、武器の一つとして用いられた。撮影にはレプリカではなく本物が使用され、水没シーンのみレプリカで撮影。

ハウ&ハウテクノロジーズ・リップソー
戦車。アメリカ陸軍の払い下げ品で遠隔操作が可能。テズがニューヨークでの使用を提案するが、リトル・ノーバディが「路面向けではない」という理由で却下され、ロシアでの決戦で用いられた。
スバル・BRZ
ボディカラーは青。TRA京都ロケットバニーボディキット装着。リトル・ノーバディが搭乗。
ニューヨークでドミニクの確保に用いられ、ドミニクを追跡しようとするも、ドミニクが倒した工事現場の足場に直撃し、立ち往生の状態になってしまう。
インターナショナル・MXT
ボディカラーは灰色/白の迷彩柄。ホブスが搭乗。ニューヨークでドミニクの確保に用いられる。
シボレー・コルベット　スティングレイ C2 66年式
ボディカラーは赤。レティが搭乗。ニューヨークでドミニクの確保に用いられる。
ベントレー・コンチネンタルGT ヴォルシュタイナーBR9エディション 04年式
ボディカラーは茶/白。ローマンが搭乗。ニューヨークでドミニクの確保に用いられる。
メルセデスAMG・GT S 16年式
ボディカラーは銀。テズとラムジーが搭乗。ニューヨークでドミニクの確保に用いられる。
ジャガー・Fタイプ S クーペ 16年式
ボディカラーは緑。デッカードが搭乗。ニューヨークでドミニクの確保に用いられる。
メルセデス・ベンツ・スプリンター 初代
ボディカラーは茶色。商用バン。ニューヨークで短いシーンしか登場しないが重要な役割を果たす。
ダッジ・アイス・チャージャー
ボディカラーは黒。68年式チャージャーを改造したもので、防弾ガラス製でオーバーフェンダー装着、リアトランクに電磁パルス砲とジェットタービンを搭載。
ドミニクがロシアでの任務で搭乗、劇中では搭載機能を駆使して敵を薙ぎ倒したり潜水艦を起動させたりしていた。最後は熱誘導ミサイルをおびき寄せるためにジェットタービンを起動させたうえで潜水艦の方に向かった後に横転、大破した。
なお、撮影に用いられた個体のうちの1台は愛知県の中古車販売店が所有しており、期間限定で日本各地で展示されたことがある。
アイス・ラム
ボディカラーはベージュ。特徴として可動式ブレードを装着し、車輪が無限軌道(キャタピラー)に履き替えられている。ロシアでの決戦でホブスが搭乗。
ローカルモーターズ・ラリーファイター
ボディカラーは銀。ロシアでの決戦でレティとラムジーが搭乗。
スバル・WRX STI 15年式
ボディカラーは白。ラリー仕様のエアロとGTウィングを装着。ロシアでの決戦でリトル・ノーバディが搭乗。
他にもハッキングされ、破壊される一般車両として、フィアット・クライスラー・オートモービルズ が保有するブランドの車両が多数破壊されている。
なお駐車場からハッキングされた車が落下するシーンには路面の下に地下鉄が通っていたため、落下地点の路上に鋼板を敷いて撮影された。落下シーンのみで65台が破壊された。
- FCA車

フィアット系
アバルト・595C (レッド)
フィアット・500L (ホワイト)
アルファロメオ・ジュリエッタ (ブラック、レッド)
クライスラー系
クライスラー・300C2代目 (ブラック、ブルー)
ジープ・グランドチェロキーサミット 4代目 WK2型 (ブルー、ブラウン、ベージュ、グレー)
ジープ・チェロキートレイルホーク 5代目 KL型 (レッド、ブラック)
ジープ・パトリオット (ブルー)
ダッジ・チャレンジャーSRT 392 3代目 2015年式 (グレー)
ダッジ・ラム 4代目 (オレンジ)
- 日系ブランド車

トヨタ・プリウス 2代目 NHW20型 (レッド、NYタクシー仕様)
トヨタ・シエナ 2代目XV20型 NYタクシー仕様
日産・キューブ  3代目Z12型(ブラック)
日産・アルティマ 4代目 L32型 (シルバー、ベージュ)
ホンダ・シビック 8代目 FD型 (シルバー)
ホンダ・シビック 5代目 EG型 (レッド)
ホンダ・オデッセイ 3代目RL3型 (レッド)
- その他

キア・スペクトラ 後期型 (レッド)
テスラ・モデルS (ホワイト)
ヒュンダイ・エラントラ 4代目HD型 (ブルー)
フォルクスワーゲン・パサート 5代目B5型 (シルバー)
フォルクスワーゲン・ニュービートル (ブルー)
フォード・エクスペディション 2代目 (ブラック)
フォード・クラウンビクトリアイエローキャブ 2代目
フォード・フィエスタセダン 4代目Mk VII  (シルバー)
ボルボ・S60 初代 前期型 (ベージュ)
ランボルギーニ・ムルシエラゴ LP640 レプリカ (ライムグリーン)
BMW・3シリーズ 3代目 E36 (レッド)
BMW・3シリーズ 5代目 E90 (ブラック)
BMW・M3 5代目 F80 (シルバー）
ロシアの国防大臣が乗る車としてメルセデス・ベンツ・W221リムジン、  ロシアの国防大臣を護衛する車両として10代目 シボレー・サバーバン、3代目LX型2015年式 ダッジ・チャージャー警察仕様車、 BMW R1200RTNYPD仕様が登場する。この他にも多数の車両が破壊されている。
また秘密基地のシーンでも様々な車が確認されている
トヨタ・スープラ JZA80 (レッド)
レクサス・GS S161 (シルバー)
レクサス・IS E10 (ライトブルー)
レクサス・RC (グレー)
レクサス・LFA (レッド)
ホンダ・S2000 (イエロー)
アキュラ・NSX NA1 (グレー)
日産・GT-R (ホワイト又はブラック)
日産・350Z (ブラック)
日産・IDx (NISMO仕様)
ランボルギーニ・ガヤルド (ブルー)
フェラーリ・F430 (ブラック)
フォード・マスタング (ブルー/ホワイトストライプ)
ダッジ・バイパー ACR (ライトブルー)
ロールス・ロイス・ファントム (ホワイト)
ポルシェ・911 996 (グレー)
シボレー・ベルエア (ブラック)
シボレー・シェビーⅡ (ブルー)
アストンマーティン・ヴァンキッシュ (シルバー)

## テレビ放映
| 回数 | 放送局     | 番組名           | 放送日        | 放送時間      | 放送分数 | 吹替版     | 平均世帯 視聴率 | 備考 |
| ---- | ---------- | ---------------- | ------------- | ------------- | -------- | ---------- | --------------- | ---- |
| 1    | 日本テレビ | 金曜ロードショー | 2021年7月30日 | 21:00 - 22:54 | 114分    | 劇場公開版 | 7.7%            |      |
| 2    | フジテレビ | 土曜プレミアム   | 2024年4月6日  | 21:00 - 23:10 | 130分    | 劇場公開版 | 4.5%            |      |